# Marie Récalde
Marie Récalde, née le 12 mars 1965 à Langon (Gironde), est une femme politique française. Elle est élue députée de la sixième circonscription de la Gironde de juin 2012 à 2017 sous l'étiquette du Parti socialiste. Candidate du Nouveau Front populaire lors des élections législatives anticipées de 2024, elle retrouve son siège de députée face au député sortant, Éric Poulliat.

## Carrière politique
Marie Récalde est membre de la Commission de la Défense nationale et des Forces armées à l'Assemblée nationale, où elle se spécialise sur les questions industrielles. Elle traite plus spécifiquement dans ses travaux parlementaires du maintien en condition opérationnelle et des opérations extérieures,,,.
Elle est chargée du projet Défense dans la campagne de Vincent Peillon pour la primaire citoyenne de 2017. Elle est également membre de son comité politique de campagne.
Après la victoire de Benoît Hamon à la primaire citoyenne de 2017, elle est nommée responsable thématique adjointe « Défense » de sa campagne présidentielle,.
En 2025, elle renonce à briguer la succession d'Alain Anziani à la mairie de Mérignac préférant se consacrer à sa fonction de députée. Elle reste néanmoins « en réserve » en cas de besoin.

## Synthèse des mandats
Ville de Mérignac :
- Adjointe au maire, (2008-2024) - retrait de ses délégations à la suite de son élection en tant que députée.
- Conseillère municipale (depuis 2024)

Au Département de la Gironde :
- Conseillère générale du canton de Mérignac-1 (2008-2012) - démission à la suite de son élection en tant que députée.
  - Vice-présidente (mars 2011-juillet 2012) - démission à la suite de son élection en tant que députée.
- Conseillère départementale du canton de Mérignac-2 (2021-2024) - démission à la suite de son élection en tant que députée.

À l'Assemblée nationale :
- Députée de la 6e circonscription de la Gironde, (2012-2017) ;
- Députée de la 6e circonscription de la Gironde, (2024-)